# Ignostycyzm
Ignostycyzm – pogląd głoszący, że pytanie o istnienie Boga jest pozbawione sensu, ponieważ nie ma ono weryfikowalnych (czy testowalnych) skutków i dlatego powinno być zignorowane. Pojęcie to ukute zostało przez rabina Sherwina Wine’a w roku 1964, założyciela judaizmu humanistycznego. Ignostycyzm jest często postrzegany jako synonim nonkognitywizmu teologicznego.
Pod hasłem „Bóg” w „Przewodniku po Humanistycznym Judaizmie”, wydanym przez Society for Humanistic Judaism, można znaleźć definicję głoszącą, iż ignostycyzm to „pogląd głoszący bezsensowność pytania o istnienie Boga z powodu braku weryfikowalnych skutków takiego stwierdzenia”. Takie użycie terminu weryfikowalny jest zbieżne z jego znaczeniem w pozytywizmie logicznym i sygnalizuje, że pojęcie „Bóg” jest bezsensowne poznawczo z powodu nieścisłości w samym teizmie. Nie musi to jednakże oznaczać, że sama idea Boga jest emocjonalnie czy estetycznie bezsensowna. Wystarczy powiedzieć, że koncepcja Boga jako bytu jest pozbawiona sensu.
Z wielu powodów pogląd ten może być zaliczany do jednej z form agnostycyzmu (czasem określa się go mianem „apatycznego agnostycyzmu”) i podpada do kategorii przekonań nieteistycznych. Ale jest to szczególny przypadek agnostycyzmu. Z tego punktu widzenia agnostyckie „Nie wiem” przestaje oznaczać „Nie wiem, czy Bóg istnieje, czy nie” i przeradza się w „Nie wiem, co mam rozumieć pod pojęciem Bóg”. Taka forma intelektualnego odniesienia do zagadnienia Boga leży u podstaw terminu ignostycyzm: jest on bowiem formą ignorowania pytań o istotę Boga. Dopóki sensowność pojęcia Bóg nie zostanie wykazana, ignostyk może zasadnie ignorować wszelkie przypuszczalne argumenty za i przeciw w tej kwestii.
Gdy ignostyk słyszy słowo „Bóg”, musi rozstrzygnąć, czy chodzi tu o Boga w dziecięcym tego słowa znaczeniu, czy nastąpiło tu teologiczne użycie tego pojęcia.
Dziecięce znaczenie ma zasadniczo spójny charakter i bazuje na wyobrażeniu Boga na sposób antropomorficzny: oto wielka wszechmocna osoba rezydująca w niebie włada pogodą i innymi podobnymi zjawiskami. Ta antropomorficzna koncepcja boskości została odrzucona tak przez Spinozę jak i Feuerbacha w jego Istocie chrześcijaństwa (1841).
Koncepcja teologiczna jest bardziej abstrakcyjna i kompleksowa, często zawiera w sobie takie kategorie jak pierwsza przyczyna, zasada i nieporuszony poruszyciel; przypisuje Bogu takie atrybuty, jak wszechmoc, wszechwiedzę i wszechmiłosierdzie. Dla ignostyka owe pojęcia, brane razem czy osobno, nie mogą zostać nazwane fałszywymi: są one raczej niejasne, wewnętrznie sprzeczne, puste treściowo, a nawet poetyckie. Skutkiem tego nie da się sensownie debatować nad kwestią istnienia czy nieistnienia Boga.
Konsekwentny ignostyk zatem, oczekując na spójną koncepcję Boga (czy innej metafizycznej koncepcji), wstrzymuje się od debaty nie przedstawiając żadnej argumentacji za ani przeciw.
Jednym z wariantów ignostycyzmu jest ateizm semiotyczny.

## Historyczni poprzednicy
Osiemnastowieczny francuski filozof Denis Diderot, gdy został oskarżony o ateizm, odparł, że nie interesuje go, czy Bóg istnieje, czy nie. Odpowiadając Wolterowi, napisał, iż „jest bardzo ważne, by nie pomylić cykuty z pietruszką, ale kwestia wierzyć czy nie, naprawdę nie ma większego znaczenia”.
Później Karol Marks odrzucił Boga jako mało istotnego. Dla niego rozważania o tym, co się dzieje poza obiektywnym procesem dziejowym, a więc ewentualne istnienie bądź nieistnienie Boga, było zwykłym marnotrawstwem czasu.
Każdy z tych myślicieli walnie przyczynił się do historycznego rozwoju sceptycyzmu w kwestii istnienia Boga (patrz: Karen Armstrong, A History of God); jednakże nie ma dowodu, że w jakiś szczególny sposób naprowadzili rabina Wine’a na jego rozumienie pojęcia ignostycyzm.
Na podstawie zarysowanej wyżej tradycji George Jacob Holyoake, angielski wyznawca „owenizmu” (termin od nazwiska Roberta Owena), który ukuł pojęcie sekularyzmu, utrzymywał, że ludzie zeświecczeni nie powinni podejmować zagadnień religijnych, jak również dystansować się od wojujących wolnomyślicieli.